# Hongqi Shuiku (reservoar i Kina, Anhui)
Hongqi Shuiku är en reservoar i Kina. Den ligger i provinsen Anhui, i den östra delen av landet, omkring 200 kilometer sydost om provinshuvudstaden Hefei. Hongqi Shuiku ligger 52 meter över havet. Arean är 0,96 kvadratkilometer. I omgivningarna runt Hongqi Shuiku växer i huvudsak blandskog. Den sträcker sig 1,6 kilometer i nord-sydlig riktning, och 1,2 kilometer i öst-västlig riktning.
Genomsnittlig årsnederbörd är 2 012 millimeter. Den regnigaste månaden är augusti, med i genomsnitt 315 mm nederbörd, och den torraste är januari, med 72 mm nederbörd.